# Gertrud Stallinger
Gertrud Stallinger (* 23. November 1967) ist eine ehemalige österreichische Fußballspielerin und -trainerin.

## Karriere

### Vereine
Von 1989 bis 2000 war Stallinger für Union Kleinmünchen Linz in der Bundesliga aktiv und wurde in dieser Zeit achtmal Meister und sechsmal Pokalsieger.
Zur Saison 2000/01 wechselte sie nach Deutschland zum Bundesligaaufsteiger FC Bayern München, mit dem sie 2003 das WM-Überbrückungsturnier gewann und während ihrer Vereinszugehörigkeit 73 Bundesligaspiele bestritt und 16 Tore erzielte. Ihr Debüt am 15. Oktober 2000 (1. Spieltag) beim 4:1-Sieg im Heimspiel gegen die Sportfreunde Siegen krönte sie sogleich mit ihrem ersten Tor, dem Treffer zum 3:1 in der 66. Minute. Ihr letztes Bundesligaspiel am 13. Juni 2004 (22. Spieltag), beim 7:0-Sieg im Heimspiel gegen den 1. FC Saarbrücken, beendete sie mit den Toren zum 2:0 in der 40. und zum 3:0 in der 60. Minute. 
37-jährig kehrte sie nach Linz zurück und ließ ihre Karriere mit der Saison 2005/06 als Spielertrainerin ausklingen.

### Nationalmannschaft
Stallinger gehörte der A-Nationalmannschaft an, die ihr erstes Länderspiel überhaupt, am 25. August 1990 in Richterswil, bei der 1:5-Niederlage gegen die Auswahl der Schweiz, austrug. 
Ihr erstes Länderspieltor erzielte sie am 17. November 1991 in Bratislava beim 1:1-Unentschieden gegen die Auswahl der CSFR mit dem Führungstreffer in der achten Minute. Die Kapitänsbinde trug sie erstmals in ihrem 22. Länderspiel am 18. August 1996 in Wien bei der 1:3-Niederlage gegen die Auswahl Ungarns und später in 32 weiteren Länderspielen. Beim 5:0 gegen die Auswahl Israels am 30. Juli 1998 und beim 11:0 gegen die Auswahl Armeniens am 13. Mai 2003 gelang ihr jeweils ein Vierfachtorerfolg. 
Das letzte Tor ihrer Nationalmannschaftskarriere erzielte sie am 21. August 2004 beim 3:2-Sieg über die Auswahl der Slowakei mit dem Siegtreffer in der 89. Minute. 
Ihr letztes von 56 Länderspielen für Österreich – auch als Spielführerin – bestritt sie am 5. November 2005 in Langenrohr bei der 1:3-Niederlage gegen die Auswahl Frankreichs; bis dahin hatte sie in nur sechs Länderspielen nicht mitgewirkt. 
Den Rekord mit 56 Länderspielen stellte Sonja Spieler erst im November 2009 beim 2:0-Sieg gegen die Auswahl Maltas ein. Den Rekord mit 30 Länderspieltoren überbot Nina Burger erst am 10. März 2014 um ein Tor mit ihren beiden Toren beim 3:2-Sieg gegen die Auswahl Russlands.

### Trainerin
In der Saison 2005/06 war Stallinger für Union Kleinmünchen Linz als Spielertrainerin aktiv, bestritt 17 von 18 Punktspiele, erzielte 15 Tore und trug zum dritten Platz in der Meisterschaft bei.

## Erfolge
- Österreichischer Meister 1990, 1991, 1992, 1993, 1994, 1996, 1997, 1998
- ÖFB-Ladies-Cup-Sieger 1991, 1993, 1995, 1996, 1998, 1999
- Bundesliga-Torschützenkönigin 1998 und 1999
- Sieger des WM-Überbrückungsturniers 2003

## Auszeichnung
- Österreichische Spielerin der Saison
  - 2006 nach VdF-Fußballerwahl (gewählt von der Vereinigung der Fußballer)